# Apis (Synapis) cuenoti
Apis cuenoti
Espèce
Synonymes
- †Apis cuenoti Théobald, 1937

Apis (Synapis) cuenoti est une espèce fossile d'insectes sociaux de la famille des Apidés (Apidae), de la sous-famille des Apinae et de la tribu des Apini, dans le genre Apis.

## Classification
L'espèce Apis cuenoti est décrite en 1937 par le paléontologue français Nicolas Théobald (1903-1981) dans sa thèse. 

### Fossiles
L'holotype F173, de l'ère Cénozoïque, et des époques Oligocène et Miocène (33,9 à 15,97 Ma) font partie de la collection Fliche, enseignant de la botanique de l'École nationale des eaux et forêts de Nancy et vient du gisement éocène de Céreste, dans les Alpes-de-Haute-Provence, dans la réserve naturelle géologique du Luberon, gérée par le parc naturel régional du Luberon.

### Étymologie
L'épithète spécifique « cuenoti » rend hommage à Lucien Cuénot, biologiste, zoologiste, généticien, contemporain et professeur à Nancy.

### Recombinaison en 1976
Apis cuenoti est recombiné en Apis (Synapis) cuenoti par Zeuner and Manning en 1976 et par André Nel et al. en 1999,. Au passage, deux nouveaux échantillons dit « Figuré » sont visibles au Muséum national d'histoire naturelle de Paris,.

## Description

### Caractères
La diagnose de Nicolas Théobald en 1937, : Cette abeille est un 

« Bel Insecte, presque complet, corps noir à pilosité abondante, ailes transparentes. Tête grosse, aussi large que le thorax; 2 gros yeux à facettes, pubescents, écartés, ovales; ocelles non visibles; teinte noirâtre. thorax nettement séparé de la tête, gros, écrasé sur le côté; abdomen globuleux incomplet (?); segments non visibles; pilosité abondante sur thorax et abdomen. pattes velues, on ne voit plus les épines des tibias I et II; tibias III sans épines, mais portant de longs poils entourant la corbeille. Ailes hyalines; ailes antérieures allongées et assez étroites; cellule radiale allongée, étroite, arrondie à l'extrémité distale; 3 cellules cubitales, la 1re et la 3e à côtés presque égaux, la 2e irrégulièrement subtriangulaire et près de deux fois aussi longue en bas qu'en haut; la 1re nervure récurrente débouche dans la 2e cellule cubitale avant son milieu; la 2e nervure récurrente débouche dans la 3e cellule cubitale près de son extrémité distale. ».

### Dimensions
La longueur totale conservée est de 13,75 mm et la longueur des ailes antérieures de 12,5 mm

### Affinités
« La nervation des ailes caractérise notre échantillon comme appartenant au g. Apis. On ne peut pourtant s'empêcher de constater que le corps trapu et couvert d'une pilosité abondante rappelle les Bombinae. Mais la forme de la c. radiale et de la 2° cubitale fait différer notre Insecte des Bombus. L'espèce actuelle la plus voisine serait Apis dorsata Fabr. des régions indo-malaises. ».

## Biologie
« Apis Cuenoti représente sans doute un ancêtre des abeilles sauvages des régions chaudes, Apis mellifica étant déjà représenté à l'Oligocène par son ancêtre d'Aix, Apis oligocenica, décrit par F. Meunier. ».

## Galerie
- Apis cuenoti du Stampien de Céreste en 1937 par N. Th.
- Apis cuenoti holotype femelle éch. F173.
- Abeille butinant

### Publication originale
- [1937] Nicolas Théobald, « Les insectes fossiles des terrains oligocènes de France 473 p., 17 fig., 7 cartes,13 tables, 29 planches hors texte », Bulletin Mensuel de la Société des Sciences de Nancy et Mémoires de la Société des sciences de Nancy, Imprimerie G. Thomas,‎ 1937, p. 1-473 (ISSN 1155-1119 et 2263-6439, OCLC 786027547). .